# Jesús María López Mauléon
Jesús María López Mauléon OAR (ur. 5 marca 1955 w Mues) – hiszpański duchowny katolicki, biskup-prałat Alto Xingu-Tucumã od 2019.

## Życiorys
18 lipca 1981 otrzymał święcenia kapłańskie w zakonie augustianów rekolektów. Przez kilkanaście lat pracował w zakonnych parafiach na terenie Hiszpanii. W 1999 wyjechał do Brazylii, gdzie także posługiwał w parafiach augustiańskich, jednocześnie pełniąc funkcje m.in. profesora w zakonnych instytutach oraz wikariusza biskupiego archidiecezji Fortaleza dla Wikariatu Matki Bożej Wniebowziętej.
6 listopada 2019 papież Franciszek mianował go biskupem-prałatem nowo powstałej prałatury Alto Xingu-Tucumã. Sakry udzielił mu 29 grudnia 2019 metropolita Fortalezy – arcybiskup José Antônio Aparecido Tosi Marques.